# Демба (Свентокшиське воєводство)
Демба (пол. Dęba) — село в Польщі, у гміні Руда-Маленецька Конецького повіту Свентокшиського воєводства.
Населення — 268 осіб (2011).
У 1975-1998 роках село належало до Келецького воєводства.

## Демографія
Демографічна структура на день 31 березня 2011 року:
|          | Загалом | Допрацездатний вік | Працездатний вік | Постпрацездатний вік |
| -------- | ------- | ------------------ | ---------------- | -------------------- |
| Чоловіки | 135     | 23                 | 94               | 18                   |
| Жінки    | 133     | 21                 | 79               | 33                   |
| Разом    | 268     | 44                 | 173              | 51                   |